# طوني براون (لاعب كريكت)
طوني براون (24 يونيو 1936 في المملكة المتحدة - 27 مايو 2020) (بالإنجليزية: Tony Brown)‏ هو لاعب كريكت بريطاني. لعب مع نادي مقاطعة غلوستر للكريكت ‏.

## وصلات خارجية
- طوني براون (لاعب كريكت) على موقع إي آس بي آن كريك إنفو (الإنجليزية)